# Емері (округ, Юта)
Шаблон:StateAbbr_ 38°59′ пн. ш. 110°41′ зх. д. / 38.99° пн. ш. 110.69° зх. д.
Округ Емері (англ. Emery County) — округ (графство) у штаті Юта, США. Ідентифікатор округу 49015.

## Історія
Округ утворений 1875 року.

## Демографія
За даними перепису 2000 року загальне населення округу становило 10860 осіб, усе сільське. Серед мешканців округу чоловіків було 5452, а жінок — 5408. В окрузі було 3468 домогосподарств, 2799 родин, які мешкали в 4093 будинках. Середній розмір родини становив 3,53.
Віковий розподіл населення поданий у таблиці:
| Стать    | До 15 років | 15-21 | 22-29 | 30-39 | 40-49 | 50-65 | 65-85 | Понад 85 |
| -------- | ----------- | ----- | ----- | ----- | ----- | ----- | ----- | -------- |
| Чоловіки | 1578        | 750   | 444   | 571   | 843   | 782   | 447   | 37       |
| Жінки    | 1451        | 721   | 471   | 655   | 758   | 742   | 504   | 106      |

## Суміжні округи
- Карбон — північ
- Юїнта — північний схід
- Гранд — схід
- Сан-Хуан — південний схід
- Вейн — південь
- Севір — південний захід
- Санпіт — північний захід